# Karolina Kowalkiewicz
Karolina Kowalkiewicz (Łódź, Polonia, 15 de octubre de 1985) es una artista marcial mixta polaca que actualmente compite en la categoría de peso paja de Ultimate Fighting Championship (UFC). Es ex-Campeona de Peso Paja Femenino de KSW. Desde el 23 de enero de 2024, ocupa el puesto #13 en la clasificación de peso paja femenino de UFC.

## Carrera de artes marciales mixtas

### Ultimate Fighting Championship
A finales de octubre de 2015, se anunció que Kowalkiewicz había firmado con la UFC. Enfrentó a Randa Markos el 19 de diciembre de 2015 en UFC on Fox 17. Tuvo éxito en su debut, ganando la pelea por decisión unánime.
Kowalkiewicz enfrentó a Heather Jo Clark el 8 de mayo de 2016 en UFC Fight Night 87 en Róterdam, Países Bajos. Ganó la pelea por decisión unánime.
Kowalkiewicz derrotó a Rose Namajunas por decisión dividida el 30 de julio de 2016 en el UFC 201.
Kowalkiewicz perdió ante la actual campeona Joanna Jędrzejczyk el 12 de noviembre de 2016 en UFC 205.
Kowalkiewicz enfrentó a Claudia Gadelha el 3 de junio de 2017 en el evento coestelar del UFC 212. Perdió la pelea por sumisión en el primer asalto.
Kowalkiewicz enfrentó a Jodie Esquibel el 21 de octubre de 2017 en UFC Fight Night: Cerrone vs. Till. Ganó la pelea por decisión unánime.
Kowalkiewicz enfrentó a Felice Herrig el 7 de abril de 2018 en UFC 223. Ganó la pelea por decisión dividida.
Kowalkiewicz enfrentó a Jéssica Andrade el 8 de septiembre de 2018 en UFC 228. Perdió el combate por nocaut en el primer asalto.
Kowalkiewicz enfrentó a Michelle Waterson en UFC on ESPN: Barboza vs. Gaethje el 30 de marzo de 2019. Perdió el combate por decisión unánime.
Kowalkiewicz enfrentó a Alexa Grasso el 8 de junio de 2019 en UFC 238. Perdió el combate por decisión unánime.
Kowalkiewicz enfrentó a Yan Xiaonan el 23 de febrero de 2020 en UFC Fight Night: Felder vs. Hooker. Perdió el combate por decisión unánime.
Kowalkiewicz enfrentó a Jessica Penne el 7 de agosto de 2021 en UFC 265. Perdió el combate por una barra de brazo en el primer asalto.
Luego de una pausa de un año, Kowalkiewicz enfrentó a Felice Herrig el 4 de junio de 2022, en UFC Fight Night 207. Kowalkiewicz terminó su racha de cinco derrotas consecutivas, sometiendo a Herrig por sumisión (rear-naked choke) en el segundo asalto.
Kowalkiewicz enfrentó a Silvana Gómez Juárez el 12 de noviembre de 2022, en UFC 281. Ganó la pelea por decisión unánime.
Kowalkiewicz enfrentó a Vanessa Demopoulos el 13 de mayo de 2023, en UFC Fight Night 223. Ganó la pelea por decisión unánime.

## Campeonatos y logros

### Artes marciales mixtas
- Ultimate Fighting Championship
  - Pelea de la Noche (Una vez)
- Invicta Fighting Championships
  - Pelea de la Noche (Una vez)[24]

- Konfrontacja Sztuk Walki
  - Campeonato de Peso Mosca de KSW (Una vez) 
    - Una defensa titular exitosa

  - Pelea de la Noche (Una vez)

## Vida personal
En 2019, a Kowalkiewicz le diagnosticaron la enfermedad de Hashimoto. Para hacer frente a los síntomas, Kowalkiewicz trabaja ahora con un endocrinólogo y ha adoptado una dieta vegana.
En 2020, durante la pelea contra Yan Xiaonan, sufrió una lesión ocular grave en la primera ronda, pero luchó en las rondas restantes con la lesión. Sus heridas fueron tan graves que no pudo regresar a casa desde Nueva Zelanda, y se vio obligada a usar un parche en el ojo y quedarse allí unos días. En Instagram comentó sobre la lesión: «La primera vez en mi vida después de una pelea, no puedo decir que estoy bien. Como ves, al comienzo de la primera ronda, me rompí un pequeño hueso aquí. No pude ver nada. Mi visión era doble y todo estaba como en la niebla». Más tarde tuvo una cirugía que implicó la inserción de una placa de titanio en su ojo derecho.

## Récord en artes marciales mixtas
| Récord profesional | Récord profesional | Récord profesional |
| 24 peleas          | 16 victorias       | 8 derrotas         |
| ------------------ | ------------------ | ------------------ |
| Nocaut             | 1                  | 1                  |
| Sumisión           | 3                  | 2                  |
| Decisión           | 12                 | 6                  |

| Resultado | Récord | Oponente             | Método                      | Evento                                  | Fecha                    | Ronda | Tiempo | Localización            | Notas                                                                 |
| --------- | ------ | -------------------- | --------------------------- | --------------------------------------- | ------------------------ | ----- | ------ | ----------------------- | --------------------------------------------------------------------- |
| Derrota   | 16–9   | Denis Gomes          | Decisión (unánime)          | UFC Fight Night: Magny vs. Prates       | 8 de noviembre de 2024   | 3     | 5:00   | Las Vegas, Nevada       |                                                                       |
| Derrota   | 16–8   | Iasmin Lucindo       | Decisión (unánime)          | UFC 301                                 | 4 de mayo de 2024        | 3     | 5:00   | Río de Janeiro          |                                                                       |
| Victoria  | 16–7   | Diana Belbiţă        | Decisión (unánime)          | UFC Fight Night: Dawson vs. Green       | 7 de octubre de 2023     | 3     | 5:00   | Las Vegas, Nevada       |                                                                       |
| Victoria  | 15–7   | Vanessa Demopoulos   | Decisión (unánime)          | UFC Fight Night: Dern vs. Hill          | 20 de mayo de 2023       | 3     | 5:00   | Las Vegas, Nevada       |                                                                       |
| Victoria  | 14–7   | Silvana Gómez Juárez | Decisión (unánime)          | UFC 281                                 | 12 de noviembre de 2022  | 3     | 5:00   | New York City, New York |                                                                       |
| Victoria  | 13–7   | Felice Herrig        | Sumisión (rear-naked choke) | UFC Fight Night: Volkov vs. Rozenstruik | 4 de junio de 2022       | 2     | 4:01   | Las Vegas, Nevada       |                                                                       |
| Derrota   | 12–7   | Jessica Penne        | Sumisión (armbar)           | UFC 265                                 | 7 de agosto de 2021      | 1     | 4:32   | Houston, Texas          |                                                                       |
| Derrota   | 12–6   | Yan Xiaonan          | Decisión (unánime)          | UFC Fight Night: Felder vs. Hooker      | 23 de febrero de 2020    | 3     | 5:00   | Auckland                |                                                                       |
| Derrota   | 12–5   | Alexa Grasso         | Decisión (unánime)          | UFC 238                                 | 8 de junio de 2019       | 3     | 5:00   | Chicago, Illinois       |                                                                       |
| Derrota   | 12–4   | Michelle Waterson    | Decisión (unánime)          | UFC on ESPN: Barboza vs. Gaethje        | 30 de marzo de 2019      | 3     | 5:00   | Filadelfia, Pensilvania |                                                                       |
| Derrota   | 12–3   | Jéssica Andrade      | KO (puñetazo)               | UFC 228                                 | 8 de septiembre de 2018  | 1     | 1:58   | Dallas, Texas           |                                                                       |
| Victoria  | 12–2   | Felice Herrig        | Decisión (dividida)         | UFC 223                                 | 7 de abril de 2018       | 3     | 5:00   | Brooklyn, New York      |                                                                       |
| Victoria  | 11–2   | Jodie Esquibel       | Decisión (unánime)          | UFC Fight Night: Cerrone vs. Till       | 21 de octubre de 2017    | 3     | 5:00   | Gdańsk                  |                                                                       |
| Derrota   | 10–2   | Claudia Gadelha      | Sumisión (rear-naked choke) | UFC 212                                 | 3 de junio de 2017       | 1     | 2:12   | Río de Janeiro          |                                                                       |
| Derrota   | 10–1   | Joanna Jędrzejczyk   | Decisión (unánime)          | UFC 205                                 | 12 de noviembre de 2016  | 5     | 5:00   | New York City, New York | Por el Campeonato de Peso Paja Femenino de UFC.                       |
| Victoria  | 10–0   | Rose Namajunas       | Decisión (dividida)         | UFC 201                                 | 30 de julio de 2016      | 3     | 5:00   | Atlanta, Georgia        | Eliminatoria titular de peso paja femenino de UFC. Pelea de la Noche. |
| Victoria  | 9–0    | Heather Jo Clark     | Decisión (unánime)          | UFC Fight Night: Overeem vs. Arlovski   | 8 de mayo de 2016        | 3     | 5:00   | Róterdam                |                                                                       |
| Victoria  | 8–0    | Randa Markos         | Decisión (unánime)          | UFC on Fox: dos Anjos vs. Cerrone 2     | 19 de diciembre de 2015  | 3     | 5:00   | Atlanta, Georgia        |                                                                       |
| Victoria  | 7–0    | Kalindra Faria       | Decisión (dividida)         | KSW 30: Genesis                         | 21 de febrero de 2015    | 3     | 5:00   | Poznan                  | Pelea no-titular. Pelea de la Noche.                                  |
| Victoria  | 6–0    | Mizuki Inoue         | Decisión (dividida)         | Invicta FC 9: Honchak vs. Hashi         | 1 de noviembre de 2014   | 3     | 5:00   | Davenport, Iowa         | Debut en peso paja. Pelea de la Noche.                                |
| Victoria  | 5–0    | Jasminka Cive        | Sumisión (armbar)           | KSW 27: Cage Time                       | 17 de mayo de 2014       | 1     | 3:53   | Gdańsk                  |                                                                       |
| Victoria  | 4–0    | Simona Soukupova     | Decisión (unánime)          | KSW 24: Clash of the Giants             | 28 de septiembre de 2013 | 3     | 1:26   | Łódź                    | Pelea en peso pactado (119 lbs).                                      |
| Victoria  | 3–0    | Marta Chojnoska      | Sumisión (rear-naked choke) | KSW 23: Khalidov vs. Manhoef            | 8 de junio de 2013       | 1     | 1:11   | Gdańsk                  | Ganó el Campeonato Vacante de Peso Mosca de KSW.                      |
| Victoria  | 2–0    | Paulina Bońkowska    | Decisión (unánime)          | KSW 21: Ultimate Explanation            | 1 de diciembre de 2012   | 3     | 5:00   | Varsovia                | Debut en peso mosca.                                                  |
| Victoria  | 1–0    | Marzena Wojas        | TKO (golpes)                | Extreme Fighting Sports 2               | 18 de mayo de 2012       | 1     | 3:12   | Gdynia                  | Pelea en peso pactado (132 lbs).                                      |